# اوبرفرامرن
اوبرفرامرن (به آلمانی: Oberpframmern) یک شهر در آلمان است که در بایرن واقع شده‌است.

## خصوصیات
اوبرفرامرن ۱۸٫۴۷ کیلومترمربع مساحت دارد ۶۱۴ متر بالاتر از سطح دریا واقع شده‌است.